# Neagathia semilucida
Neagathia semilucida är en fjärilsart som beskrevs av William Schaus 1901. Neagathia semilucida ingår i släktet Neagathia och familjen mätare. Inga underarter finns listade i Catalogue of Life.